# Miribel-les-Échelles
Miribel-les-Échelles is een gemeente in het Franse departement Isère (regio Auvergne-Rhône-Alpes). De plaats maakt deel uit van het arrondissement Grenoble. Miribel-les-Échelles telde op 1 januari 2022 1.740 inwoners. 

## Geografie
De oppervlakte van Miribel-les-Échelles bedroeg op 1 januari 2022 29,34 vierkante kilometer; de bevolkingsdichtheid was toen 59,3 inwoners per km².

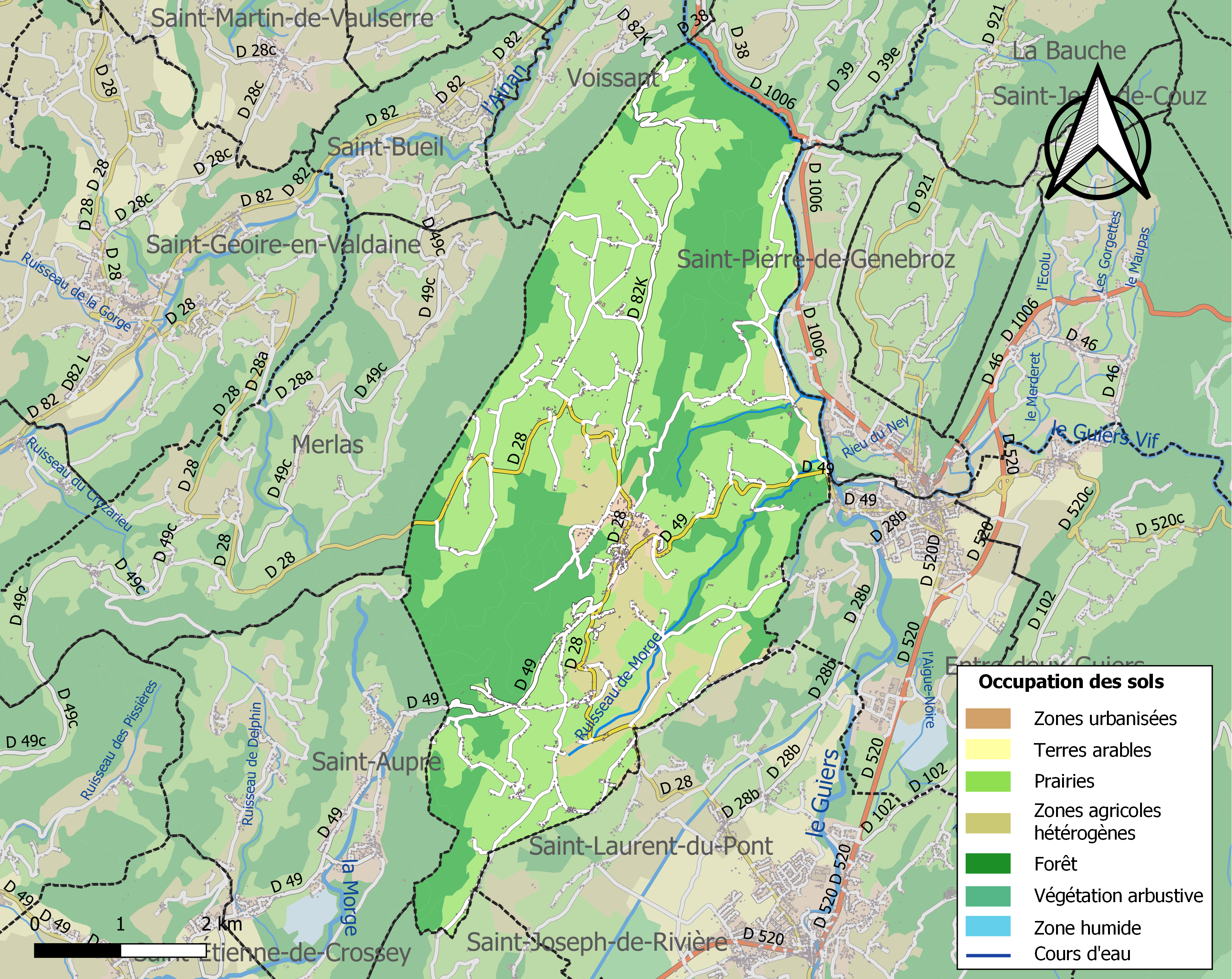
Kaart van de gemeente met de belangrijkste infrastructuur, bodemgebruik en omliggende gemeenten

## Demografie
Onderstaande figuur toont het verloop van het inwonertal (bron: INSEE-tellingen).